# Leptarctia boisduvalii
Leptarctia boisduvalii är en fjärilsart som beskrevs av Butler 1881. Leptarctia boisduvalii ingår i släktet Leptarctia och familjen björnspinnare. Inga underarter finns listade i Catalogue of Life.